# 55 del Cranc f
55 del Cranc f (55 Cancri f), també anomenat Harriot, Rho Cancri f o HD 75732 f, és un planeta extrasolar que orbita al voltant de l'estrella nana groga 55 Cancri. Està situat a la constel·lació de Càncer, a estimadament 40,9 anys llum de distància. Forma part d'un sistema amb cinc planetes, on, és el quart quant a distància al seu estel. Aquest planeta s'ha convertit en el primer a rebre la designació de "f", és a dir, el cinquè planeta descobert en aquest sistema, el primer a ser cinquè de tots el planetes extrasolars.

## Descobriment

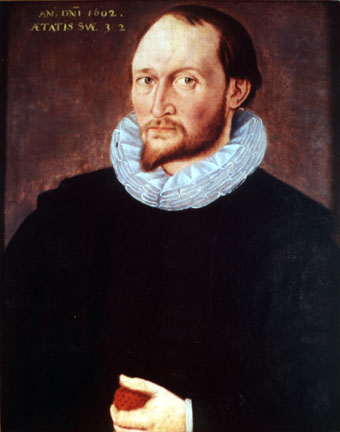
Thomas Harriot.

Aquest planeta extrasolar, va ser descobert per l'astrònom Jack Wisdom l'11 d'abril de 2005, a Califòrnia, Estats Units. A diferència de la majoria d'exoplanetes, aquest es va descobrir fent una revisió a tercers de les dades de la velocitat radial del seu estel, 55 Cancri. Una dada curiosa és que l'anunci del seu descobriment es va produir durant una reunió de l'Associació Astronòmica Americana, però, el seu descobriment no es va publicar en cap mitjà de comunicació fins a dos anys i mig després, el 6 de novembre de 2007.
Fou anomenat Harriot per la Unió Astronòmica Internacional a proposta de la Koninklijke Nederlandse Vereniging voor Weer- en Sterrenkunde (Reial Associació Neerlandesa de Meteorologia i Astronomia). Fa honor a Thomas Harriot (ca. 1560-1621) que fou un astrònom, matemàtic, etnògraf i traductor anglès, a qui se li atribueix el primer dibuix de la Lluna mitjançant observacions telescòpiques, gairebé quatre mesos abans que Galileu.

## Característiques
Rho Cancri f, mai s'ha pogut observar directament, cosa que fa que es desconeguin certes dades. La massa d'aquest planeta extrasolar és d'aproximadament 0.144 masses jovianes, que seria el mateix que 45,74 masses terrestres, més o menys, la meitat de la massa de Saturn. El seu període orbital és d'aproximadament 260 dies terrestres, o sigui, 0,712 anys. No sabem amb exactitud com és la seva òrbita, d'una suposada excentricitat de 0,2 ± 0,2 graus, és a dir, que pot variar de 0,0 a 0,4 graus. Mesures en la velocitat radial del seu estel, indiquen, sota un model keplerià que la seva òrbita, suposadament, és circular. A més a més, si la seva excentricitat variés dels 0,0 als 0,04 graus, no afectaria significativament l'estadística de Pearson, cosa que suposa una excentricitat representativa de 0,2 ± 0,2 graus. D'altra banda, segons un model newtonià, tenint en compte la influència gravitacional dels altres planetes, l'excentricitat seria de 0,0002 graus.

## Sistema coplanari
Observacions del gran telescopi espacial Hubble, indiquen que el planeta tindria 53° d'inclinació respecte al pla del cel, a més a més, aquesta observació s'ha realitzat amb tots els planetes d'aquest sistema, cosa que, si es confirmés, donaria lloc a un sistema coplanari, és a dir, un sistema on tots els seus planetes tinguin la mateixa inclinació. Segons aquestes observacions, la massa real d'aquest planeta serien 0,18 masses jovianes.

## Habitabilitat
55 Cancri f, es troba a la zona d'habitabilitat del seu estel, és a dir, la zona on un cos rocós pot albergar vida. Segurament, aquest planeta extrasolar no tingui superfície sòlida, ja que té una massa relativament gran. Això no obstant, si Rho Cancri f tingués un satèl·lit amb les característiques adequades, aquest hipotètic cos que orbitaria al voltant d'aquest exoplaneta, podria tenir vida.

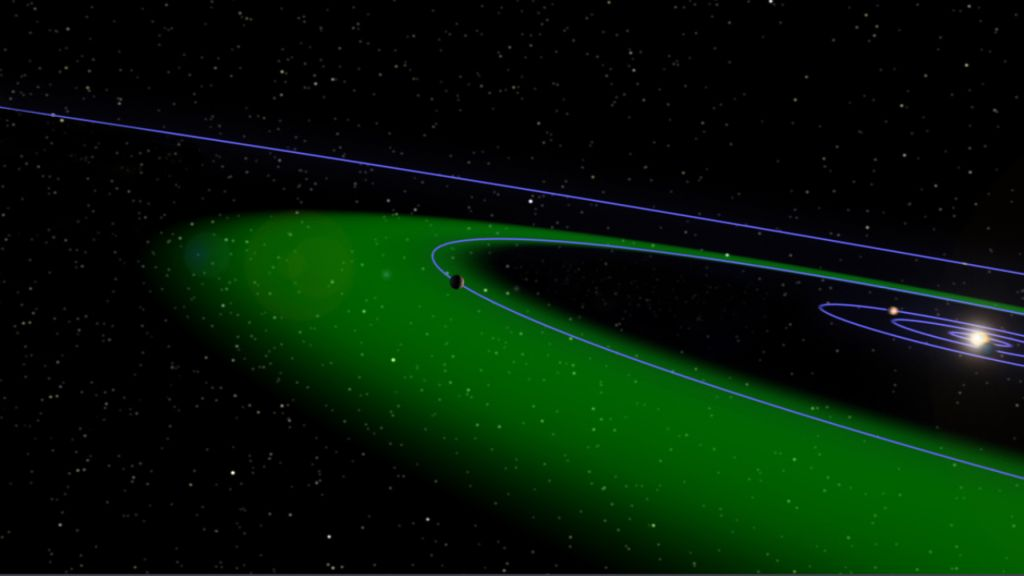
Interpretació artística del planeta 55 Cancri f, orbitant al voltant de la zona d'habitabilitat. Es poden veure les òrbites d'altres planetes del mateix sistema, i l'estel mare.

## Sistema planetari 55 Cancri
| Planeta                        | Massa (MJ)    | semieix major (ua) | Període orbital (d) | Excentricitat |
|                                |               |                    |                     |               |
| 55 Cnc e                       | 0,027         | 0,016              | 0,74                | 0,17 ± 0,04   |
| 55 Cnc b                       | ≥ 0,83        | 0,11               | 14,65               | 0,010 ± 0,003 |
| 55 Cnc c                       | ≥ 0,17        | 0,24               | 44,36               | 0,005 ± 0,003 |
| 55 Cnc f                       | ≥ 0,16        | 0,78               | 259,8 ± 0,5         | 0,30 ± 0,05   |
| 55 Cnc d                       | ≥ 3,82 ± 0,04 | 5,74 ± 0,04        | 5 169 ± 53          | 0,014 ± 0,009 |
|                                |               |                    |                     |               |
| Sistema planetari de 55 Cancri |               |                    |                     |               |